# بات هيلي (ممثل)
بات هيلي (بالإنجليزية: Pat Healy)‏ هو كاتب وممثل أمريكي، ولد في 14 سبتمبر 1971 بشيكاغو في الولايات المتحدة.

## أعمال

### أفلام
- (1999) ماغنوليا
- (2001) عالم أشباح
- (2007) اغتيال جيسي جيمس من قبل الجبان روبرت فورد
- (2013) إثارات رخيصة
- (2014) عيون محدقة[4]
- (2014) جندي الشتاء[5][6][7][8][9]

## وصلات خارجية
- بات هيلي على موقع IMDb (الإنجليزية)
- بات هيلي على موقع ميتاكريتيك (الإنجليزية)
- بات هيلي على موقع روتن توميتوز (الإنجليزية)
- بات هيلي على موقع ألو سيني (الفرنسية)
- بات هيلي على موقع أول موفي (الإنجليزية)
- بات هيلي على موقع قاعدة بيانات الفيلم (الإنجليزية)